# Thana Alexa

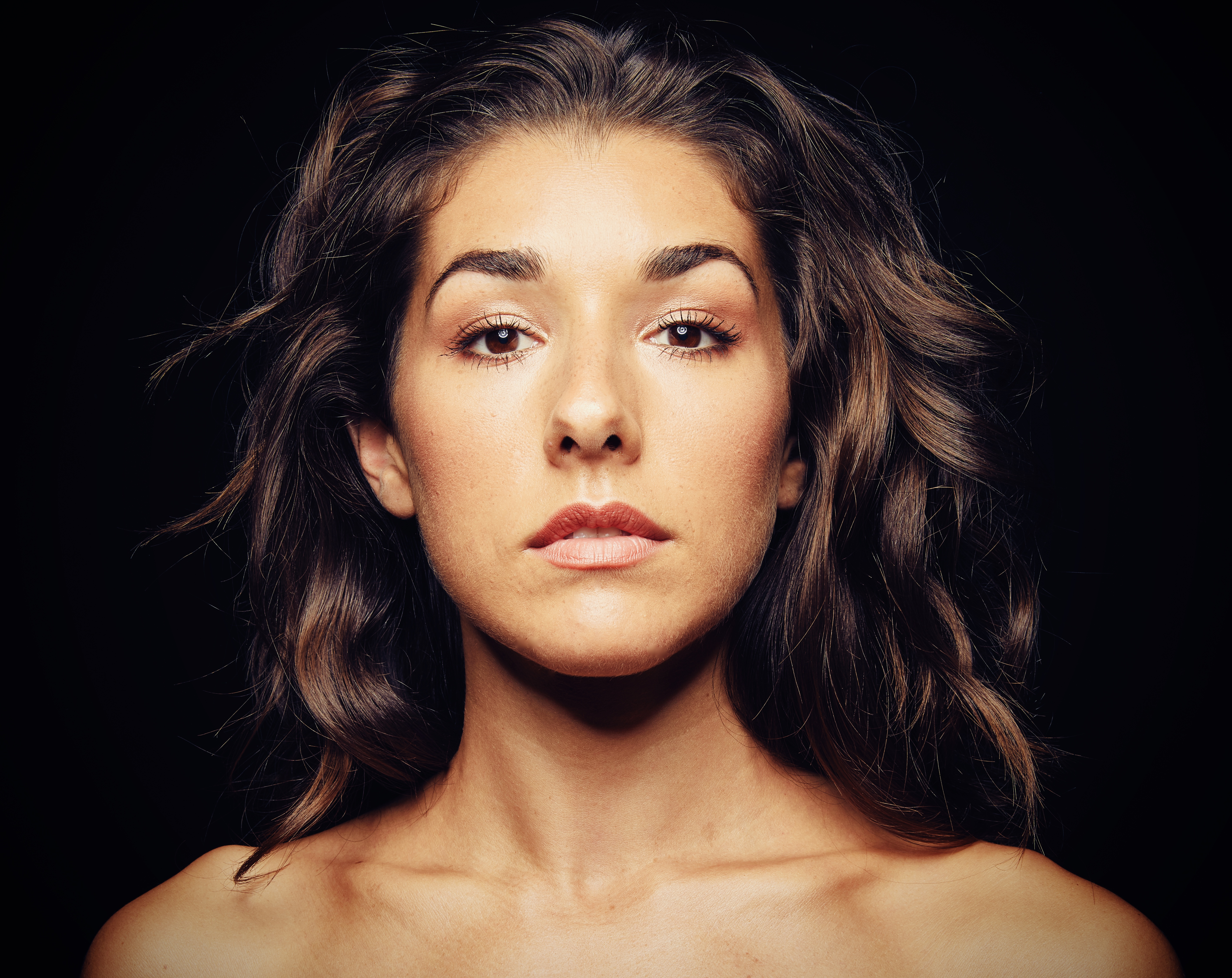
Thana Alexa

Thana Alexa (* 19. März 1987 in New York City als Thana Alexa Pavelić) ist eine kroatisch-amerikanische Jazzsängerin und Komponistin.

## Leben und Wirken
Alexa erhielt früh Unterricht auf der Geige. Nach der Grundschule zog Alexas Familie zurück nach Kroatien. Sie begann, Lieder auf Englisch zu singen. In Zagreb erhielt sie Gesangsunterricht an der Rockakademie. Der Musiker und Clubbesitzer Boško Petrović war ihr Mentor – sie besuchte Jazzworkshops und hatte Auftritte auf kroatischen Festivals. Sie kehrte für das Studium nach Amerika zurück und studierte Psychologie an der Northeastern University, bevor sie an die New School in New York City wechselte, wo sie einen weiteren Abschluss in Jazzperformance machte.
2015 veröffentlichte Alexa mit Gästen wie Antonio Sánchez und Donny McCaslin ihr Debütalbum Ode to Heroes bei Jazz Village. Sie ist weiterhin auf bisher drei CD-Produktionen von Ehemann Antonio Sánchez und Alben des Gitarristen Gene Ess zu hören. Weiterhin hat sie mit Christos Rafalides (New Day for Marimba and Vocals) zusammengearbeitet und ist auch auf Sasha Berliners Album Onyx (2022) und Benjamin Koppels Album White Busses (2023) zu hören.
Vier Jahre in Folge wurde Alexa im Kritikerpoll des Magazins Down Beat als eine der besten neuen Sängerinnen notiert. Ihr aktuelles Album Ona, eine Eigenproduktion mit feministischen Texten, wurde für den Grammy nominiert.

## Diskographische Hinweise
- Ode to Heroes (Jazz Village/Harmonia Mundi 2015)
- Ona (2020, mit Carmen Staaf, Jordan Peters, Matt Brewer, Antonio Sanchez sowie Rosa Vocal Group (Aleksandra Denda, Astrid Kuljanic, Tiffany Wilson, Shilpa Ananth, Valentina Blú Lombardi, Eleni Arapoglou), Nicole Zuraitis, Sofia Rei, Claudia Acuña, Sarah Elizabeth Charles, Staceyann Chin, Regina Carter, Becca Stevens)
- Nicole Zuraitis, Thana Alexa, Julia Adamy: SONICA (Outside in Music, 2022)